# تشو بيونغ كوك
تشو بيونغ كوك (بالكورية: 조병국) (مواليد 1 يوليو 1981 في أولسان) لاعب كرة قدم كوري جنوبي دولي يجيد اللعب في خط الدفاع . يلعب حاليا لصالح نادي سيونغنام الهوا شنما الكوري الجنوبي منذ سنة 2005 .

## مسيرته الكروية
لعب تشو بيونغ كوك خلال مسيرته الاحترافية مع 9 أندية في ثمانية عشر موسمًا وسجل خلالها 18 هدفًا ضمن 352 مباراة. حيث فاز في موسم واحد بالكأس وفي موسمين بالدوري.
خاض تشو بيونغ كوك مسيرته مع نادي سوون سامسونغ بلووينغز في موسم 2002 واستمر معه طيلة ثلاثة مواسم، مشاركًا في 66 مباراة سجل خلالها 4 أهداف. ثم انتقل إلى نادي سونغنام في موسم 2005 ليلعب معه ستة مواسم، حيث شارك في 114 مباراة سجل خلالها هدفين. لينتقل بعدها إلى نادي فيغالتا سنداي ما بين عامي 2011 و2012 لمدة موسم واحد، مشاركًا في 28 مباراة ولم يسجل أي هدف. ثم انتقل إلى نادي جوبيلو إيواتا في عامي 2012-2014 ولمدة موسمين، مشاركًا في 44 مباراة سجل خلالها 7 أهداف. هذا وانتقل لاحقًا إلى نادي شانغهاي غرينلاند شينهوا ما بين عامي 2014 و2015 لمدة موسم واحد، مشاركًا في 28 مباراة ولم يسجل أي هدف. ثم انتقل بعدها إلى نادي تشونبوري ما بين عامي 2015 و2016 لمدة موسم واحد، مشاركًا في 22 مباراة سجل خلالها 3 أهداف. ليعود وينتقل من جديد، لكن هذه المرة إلى نادي إنتشون يونايتد ما بين عامي 2016 و2017 لمدة موسم واحد، مشاركًا في 29 مباراة سجل خلالها هدفًا واحدًا. لينتقل بعدها إلى نادي جيونجنام ‏ في عامي 2017-2019 ولمدة موسمين، مشاركًا في 8 مباريات سجل خلالها هدفًا واحدًا أيضًا. ثم لعب في نادي سوون ما بين عامي 2018 و2019 لمدة موسم واحد، مشاركًا في 13 مباراة ولم يسجل أي هدف.

## روابط خارجية
- تشو بيونغ كوك على موقع الاتحاد الدولي (مؤرشف)  (الإنجليزية)
- تشو بيونغ كوك على موقع رابطة كرة القدم اليابانية للمحترفين (اليابانية)
- تشو بيونغ كوك على موقع دوري كوريا الجنوبية (الإنجليزية)
- تشو بيونغ كوك على موقع قاعدة بيانات كرة القدم.إي يو (الإنجليزية)
- تشو بيونغ كوك على موقع ناشيونال فوتبول تيمز (الإنجليزية)
- تشو بيونغ كوك على موقع Soccerway.com (الإنجليزية)
- تشو بيونغ كوك على موقع أوليمبيديا (الإنجليزية)